# Daćhiri Śerpa
Daćhiri Śerpa (ur. 3 listopada 1969 w Sagarmatha) – nepalski biegacz narciarski.

## Kariera
Daćhiri Śerpa na arenie międzynarodowej zadebiutował 5 lutego 2003 roku w japońskiej miejscowości Ōwani, gdzie uplasował się na pozycji 15 w biegu na dystansie 15 km techniką dowolną. Uczestnik mistrzostw świata w 2009 i 2013 .Uczestniczył także w zimowych igrzyskach olimpijskich w 2006, 2010 i 2014 roku.

## Osiągnięcia

### Igrzyska olimpijskie
| Miejsce | Dzień     | Rok  | Miejscowość | Konkurencja              | Czas biegu | Strata   | Zwycięzca       |
| ------- | --------- | ---- | ----------- | ------------------------ | ---------- | -------- | --------------- |
| 94.     | 17 lutego | 2006 | Turyn       | 15 km techniką klasyczną | 56:47,1    | +18:45,8 | Andrus Veerpalu |
| 94.     | 28 lutego | 2010 | Vancouver   | 15 km techniką dowolną   | 44:26,5    | +10:50,2 | Dario Cologna   |
| 86.     | 14 lutego | 2014 | Soczi       | 15 km techniką klasyczną | 38:29,7    | +17:09,6 | Dario Cologna   |

### Mistrzostwa świata
| Miejsce | Dzień     | Rok  | Miejscowość   | Konkurencja               | Czas biegu | Strata     | Zwycięzca           |
| ------- | --------- | ---- | ------------- | ------------------------- | ---------- | ---------- | ------------------- |
| LPD.    | 22 lutego | 2009 | Liberec       | 30 km - bieg łączony      | 1:15:52,4  | zdublowany | Petter Northug      |
| 127.    | 24 lutego | 2011 | Liberec       | Sprint techniką dowolną   | -          | -          | Ola Vigen Hattestad |
| DNS     | 21 lutego | 2013 | Val di Fiemme | Sprint techniką klasyczną | -          | -          | Nikita Kriukow      |
| LPD     | 27 lutego | 2013 | Val di Fiemme | 30 km - bieg łączony      | 1:13:09,3  | zdublowany | Dario Cologna       |